# Bosco Penha
Bosco Penha (ur. 10 stycznia 1937 w Bombaju) – indyjski duchowny rzymskokatolicki, w latach 1987 - 2012 biskup pomocniczy Bombaju, obecnie emeryt tejże archidiecezji ze stolicą tytularną Maxula Prates.

## Życiorys
Święcenia kapłańskie przyjął 20 grudnia 1967. 15 maja 1987 został prekonizowany biskupem pomocniczym Bombaju. Sakrę biskupią otrzymał 8 sierpnia 1987. 14 stycznia 2012 przeszedł na emeryturę.